# Steve Barclay
Steve Barclay (Baltimora, 20 novembre 1918 – Roma, 2 febbraio 1994) è stato un attore statunitense.

## Biografia
Dopo essersi laureato in giornalismo presso l'Università di Los Angeles svolse varie attività e professioni – tra le quali il camionista e pugile – fino a quando non venne impiegato come fotomodello, dove utilizzò il suo aspetto sportivo e la figura atletica in modo tale che l'industria cinematografica lo notasse. Debuttò nel 1943 recitando in una trentina di film ma negli Stati Uniti fu adoperato soltanto come attore di nicchia nel sistema degli studios hollywoodiani partecipando a western e B movies a volte accreditato col nome Stephen Barclay.
Nel 1948 giunse in Italia, e nel cinema italiano ebbe dei ruoli differenti da protagonista soprattutto in film d'avventura, ma anche drammatici. Partner di Sophia Loren e di Yvonne Sanson, concluse la sua carriera d'attore nel 1953, con due sole eccezioni, dapprima nel 1956 e poi nel 1960 nella serie televisiva Lock-Up. Dopo aver tentato, con scarso successo, di iniziare una carriera di produttore (Macumba l'isola dei vampiri e L'intrigo), trovò impiego nelle relazioni pubbliche del settore pubblicitario.
Sposatosi con l'attrice Lyla Rocco il 23 ottobre del 1954, ottenne l'annullamento del matrimonio nove anni più tardi. In seguito si sposò con l'attrice francese Lisa Simone, dalla quale ebbe una figlia, Katherine. Morì di cancro nel febbraio del 1994 all'età di 75 anni.

## Filmografia

### Cinema
- Il maggiore di ferro (The Iron Major), regia di Ray Enright (1943)
- Joe il pilota (A Guy Named Joe), regia di Victor Fleming (1943)
- Pride of the Plains, regia di Wallace Fox (1944)
- La famiglia Sullivan (The Fighting Sullivan), regia di Lloyd Bacon (1944)
- See Here, Private Hargrove, regia di Wesley Ruggles (1944)
- L'azione continua (Marine Raiders), regia di Harold D. Schuster (1944)
- The Mummy's Ghost, regia di Reginald Le Borg (1944)
- Mister Winkle va alla guerra (Mr. Winkle Goes to War), regia di Alfred E. Green (1944)
- Missione segreta (Thirty Seconds Over Tokyo), regia di Mervyn LeRoy (1944)
- Vigilantes of Dodge City, regia di Wallace Grissell (1944)
- La fine della signora Wallace (The great Flamarion), regia di Anthony Mann (1945)
- Amore sotto zero (It's a Pleasure), regia di William Seiter (1945)
- Utah, regia di John English (1945)
- A Sporting Chance, regia di George Blair (1945)
- Don't Fence Me In, regia di John English (1945)
- Girls of the Big House, regia di George Archainbaud (1945)
- I sacrificati (They Were Expendable), regia di John Ford (1945)
- La bionda di bambù (The Bamboo Blonde), regia di Anthony Mann (1946)
- G.I. War Brides, regia di George Blair (1946)
- Fool's Gold, regia di George Archainbaud (1946)
- Landrush, regia di Vernon Keays (1946)
- Vespro siciliano, regia di Giorgio Pàstina (1949)
- Vivere a sbafo, regia di Giorgio Ferroni (1949)
- La figlia del mendicante, regia di Carlo Campogalliani (1950)
- Il capitano nero, regia di Alberto Pozzetti e Giorgio Ansoldi (1951)
- Operazione Mitra, regia di Giorgio Cristallini (1951)
- Fanciulle di lusso, regia di Bernard Vorhaus (1952)
- Africa sotto i mari, regia di Giovanni Roccardi (1953)
- Noi peccatori, regia di Guido Brignone (1953)
- Nerone e Messalina, regia di Primo Zeglio (1953)
- Fate largo ai moschettieri! (Les trois mousquetaires), regia di André Hunebelle (1953)
- Il cavaliere dalla spada nera, regia di László Kish e Luigi Capuano (1956)

### Televisione
- Lock-Up – serie TV, episodio 1x38 (1960)

## Doppiatori italiani
- Giulio Panicali in La fine della signora Wallace, Il capitano nero
- Gualtiero De Angelis in Africa sotto i mari, Noi peccatori
- Nino Pavese in Fate largo ai moschettieri!